# 1949 (numero)
Millenovecentoquarantanove (1949) è il numero naturale dopo il 1948 e prima del 1950.

## Proprietà matematiche
- È un numero dispari.
- È un numero primo e un numero primo forte.
  - È un numero primo gemello (con 1951).
  - È un numero primo di Chen.
- È un numero omirp.
- È un numero difettivo.
- È un numero congruente.
- È un numero nontotiente in quanto dispari e diverso da 1.
- È un numero intero privo di quadrati.
- È un numero malvagio.
- È parte delle terne pitagoriche (860, 1749, 1949), (1949, 1899300, 1899301).

## Astronomia
- 1949 Messina è un asteroide della fascia principale del sistema solare.

## Astronautica
- Cosmos 1949 è un satellite artificiale russo.